# Chris Connor Sings the George Gershwin Almanac of Song
| Recensione | Giudizio |
| ---------- | -------- |
| AllMusic   |          |

Chris Connor Sings the George Gershwin Almanac of Song è un doppio album discografico della cantante jazz statunitense Chris Connor, pubblicato dall'etichetta discografica Atlantic Records nel luglio del 1957 in formato LP.

## Tracce

### LP (1957, Atlantic Records, AT.2-601)
Lato A
1. Somebody Loves Me – 2:22 (testo: Buddy G. DeSylva, Ballard McDonald – musica: George Gershwin) – Registrato il 1º maggio 1957 a New York
2. Fascinating Rhythm – 2:34 (testo: Ira Gershwin – musica: George Gershwin) – Registrato il 24 aprile 1957 a New York
3. Little Jazzbird – 3:08 (testo: Ira Gershwin – musica: George Gershwin) – Registrato il 26 marzo 1957 a New York
4. That Certain Feeling – 2:12 (testo: Ira Gershwin – musica: George Gershwin) – Registrato il 24 aprile 1957 a New York
5. The Man I Love – 2:35 (testo: Ira Gershwin – musica: George Gershwin) – Registrato il 26 febbraio 1957 a New York
6. Looking for a Boy – 3:02 (testo: Ira Gershwin – musica: George Gershwin) – Registrato il 1º febbraio 1957 a New York
7. Clap Your Hands – 2:26 (testo: Ira Gershwin – musica: George Gershwin) – Registrato il 26 marzo 1957 a New York
8. 'S Wonderful – 2:24 (testo: Ira Gershwin – musica: George Gershwin) – Registrato il 26 febbraio 1957 a New York

Durata totale: 20:43
Lato B
1. My One and Only – 2:39 (testo: Ira Gershwin – musica: George Gershwin) – Registrato il 26 marzo 1957 a New York
2. How Long Has This Been Going On? – 4:00 (testo: Ira Gershwin – musica: George Gershwin) – Registrato il 1º maggio 1957 a New York
3. Liza – 2:38 (testo: Ira Gershwin, Gus Kahn – musica: George Gershwin) – Registrato il 1º febbraio 1957 a New York
4. I've Got a Crush on You – 2:15 (testo: Ira Gershwin – musica: George Gershwin) – Registrato il 1º febbraio 1957 a New York
5. Strike Up the Band – 2:31 (testo: Ira Gershwin – musica: George Gershwin) – Registrato il 1º febbraio 1957 a New York
6. Soon – 2:00 (testo: Ira Gershwin – musica: George Gershwin) – Registrato il 1º febbraio 1957 a New York
7. I Got Rhythm – 1:45 (testo: Ira Gershwin – musica: George Gershwin) – Registrato il 1º febbraio 1957 a New York
8. Embraceable You – 2:33 (testo: Ira Gershwin – musica: George Gershwin) – Registrato il 1º maggio 1957 a New York

Durata totale: 20:21
Lato C
1. Bla Bla Bla – 2:54 (testo: Ira Gershwin – musica: George Gershwin) – Registrato il 12 marzo 1957 a New York
2. Of Thee I Sing – 1:26 (testo: Ira Gershwin – musica: George Gershwin) – Registrato il 1º febbraio 1957 a New York
3. Love Is Sweeping the Country – 2:54 (testo: Ira Gershwin – musica: George Gershwin) – Registrato il 7 febbraio 1957 a New York
4. Medley from "Porgy and Bess" – 7:15 (testo: DuBose Heyward, Ira Gershwin – musica: George Gershwin) – Registrato il 26 febbraio 1957 a New York
5. I've Got Beginner's Luck – 2:09 (testo: Ira Gershwin – musica: George Gershwin) – Registrato il 7 febbraio 1957 a New York
6. A Foggy Day – 3:16 (testo: Ira Gershwin – musica: George Gershwin) – Registrato il 26 febbraio 1957 a New York

Durata totale: 19:54
Lato D
1. Slap That Bass – 1:58 (testo: Ira Gershwin – musica: George Gershwin) – Registrato il 7 febbraio 1957 a New York
2. They Can't Take That Away from Me – 2:10 (testo: Ira Gershwin – musica: George Gershwin) – Registrato il 12 marzo 1957 a New York
3. I Can't Be Bothered Now – 1:48 (testo: Ira Gershwin – musica: George Gershwin) – Registrato il 1º maggio 1957 a New York
4. Nice Work If You Can Get It – 1:19 (testo: Ira Gershwin – musica: George Gershwin) – Registrato il 12 marzo 1957 a New York
5. Love Is Here to Stay – 3:16 (testo: Ira Gershwin – musica: George Gershwin) – Registrato il 24 aprile 1957 a New York
6. Love Walked In – 2:58 (testo: Ira Gershwin – musica: George Gershwin) – Registrato il 1º maggio 1957 a New York
7. I Was Doing All Right – 2:15 (testo: Ira Gershwin – musica: George Gershwin) – Registrato il 26 marzo 1957 a New York
8. For You, for Me, for Evermore – 3:35 (testo: Ira Gershwin – musica: George Gershwin) – Registrato il 7 febbraio 1957 a New York

Durata totale: 19:19

## Musicisti
Somebody Loves Me / How Long Has This Been Going On / Embraceable You / I Can't Be Bothered Now / Love Walked In
- Chris Connor - voce
- Milt Jackson - vibrafono
- Stan Free - pianoforte, arrangiamenti
- Mundell Lowe - chitarra
- Milt Hinton - contrabbasso
- Ed Shaughnessy - batteria

Fascinating Rhythm / That Certain Feeling / Love Is Here to Stay
- Chris Connor - voce
- Doc Severinsen - tromba
- Eddie Bert - trombone
- Al Cohn - sassofono tenore
- Danny Bank - sassofono baritono
- Stan Free - pianoforte
- Mundell Lowe - chitarra
- Wendell Marshall - contrabbasso
- Ed Shaughnessy - batteria
- Ray Ellis - arrangiamenti

Little Jazzbird / Clap Yo Hands / My One and Only / I Was Doing All Right
- Chris Connor - voce
- Jimmy Cleveland - trombone, trombone solo (tutti)
- Jim Thompson - trombone
- Warren Convington - trombone
- Eddie Wasserman - sassofono tenore, clarinetto basso
- Hank Jones - pianoforte
- Barry Galbraith - chitarra
- Wendell Marshall - contrabbasso
- Ed Shaughnessy - batteria
- Ray Ellis - arrangiamenti

The Man I Love / 'S Wonderful / Medley from Porgy and Bess'' / A Foggy Day
- Chris Connor - voce
- Ralph Sharon - pianoforte, arrangiamenti
- Oscar Pettiford - contrabbasso
- Osie Johnson - batteria

Looking for a Boy / Liza / I've Got a Crush on You / Strike Up the Band / Soon / I Got Rhythm / Of Thee I Sing
- Chris Connor - voce
- Joe Newman - tromba
- Al Cohn - sassofono tenore
- Eddie Costa - vibrafono
- Ralph Sharon - pianoforte, arrangiamenti
- Milt Hinton - contrabbasso
- Johnny Rodriguez - bongo
- Osie Johnson - batteria

Love Is Sweeping the Country / I've Got Beginner's Luck / Slap That Bass / For You, for Me, for Evermore
- Chris Connor - voce
- Herbie Mann - flauto, flauto alto
- Ralph Sharon - pianoforte, celeste, arrangiamenti
- Barry Galbraith - chitarra
- Oscar Pettiford - contrabbasso
- Ronnie Free - batteria

### Produzione
- Nesuhi Ertegun, Ahmet Ertegun e Jerry Wexler – produzione, supervisione
- Tom Dowd – capo ingegnere delle registrazioni
- Heinz Kubicka e Al Schmitt – ingegneri delle registrazioni
- Marvin Israel – design copertina album originale
- Jay Maisel – foto copertina album originale
- Gary Kramer – note retrocopertina album originale[3]